# MSC Splendida
MSC Splendida é um navio de cruzeiro da Classe Fantasia de propriedade e operado pela MSC Crociere.

## História
O MSC Splendida entrou em serviço em março de 2009 como navio irmão do MSC Fantasia. Ele seria originalmente nomeado como MSC Serenata, mas o nome foi alterado em maio de 2007 para MSC Splendida "para refletir a beleza e a elegância da embarcação".
Os itinerários do MSC Splendida cobrem os portos do Mediterrâneo, incluindo Marselha; Heraclião; Katakolo; Pireu; Civitavecchia; Génova; Messina; Nápoles; Palermo; Valeta; Barcelona; Málaga; Gibraltar; Palma de Maiorca; Valência; La Goulette; Esmirna; Marmaris e portos do Oceano Atlântico, incluindo Casablanca; Santa Cruz de Tenerife e Funchal.
O MSC Splendida foi entregue à MSC Crociere em 4 de julho de 2009. Ele iniciou sua viagem inaugural em 4 de julho de 2009 para o Mediterrâneo, retornando em 11 de julho para ser oficialmente batizado no dia seguinte por Sophia Loren, em Barcelona.
Em 2015, na ocasião do aniversário do porto da cidade de Hamburgo, na Alemanha, teve seu sistema de apitos configurado para tocar várias músicas, incluindo "We Will Rock You" e "We Are the Champions", de Queen e "Seven Nation Army", de The White Stripes.

## Ataque ao Museu Nacional do Bardo
Em 18 de março de 2015, o MSC Splendida estava no porto de Tunes com o Costa Fascinosa, quando homens armados abriram fogo contra turistas no Museu Nacional do Bardo. Doze passageiros do navio foram mortos; as vítimas eram do Japão, Itália, Colômbia, Espanha, Grã-Bretanha, Austrália, Polônia e França.

## Itinerários
Na temporada de inverno europeu 2018/2019, ofereceu roteiros de sete noites nos Emirados Árabes Unidos. Posteriormente passou a navegar exclusivamente na Ásia, retornando ao Hemisfério Ocidental apenas em 2020. 
Em 2024/2025 retornou ao Brasil, realizando cruzeiros de sete noites que também incluíram visita a destinos na Argentina e Uruguai. Além de Santos, os itinerários também tiveram embarques em Itajaí e Buenos Aires.
Ao estrear em Itajaí em janeiro de 2025, se tornou o maior navio de cruzeiros a visitar o porto catarinense. 

## Ligações Externas
- Website oficial (em inglês)
- Ficha técnica, histórico e imagens de seus interiores no Portal World Cruises (em português)